# Chrématistique
La chrématistique (du grec ancien chrèmatistikos) désigne la gestion ou la négociation des affaires d'argent. Le terme vient de ta chrèmata (les richesses ou deniers). Il s'agit d'une notion fondée par Aristote pour décrire la pratique visant à l'accumulation de moyens d'acquisition en général, plus particulièrement de celui qui accumule la monnaie pour elle-même et non en vue d'une fin autre que son plaisir personnel. 

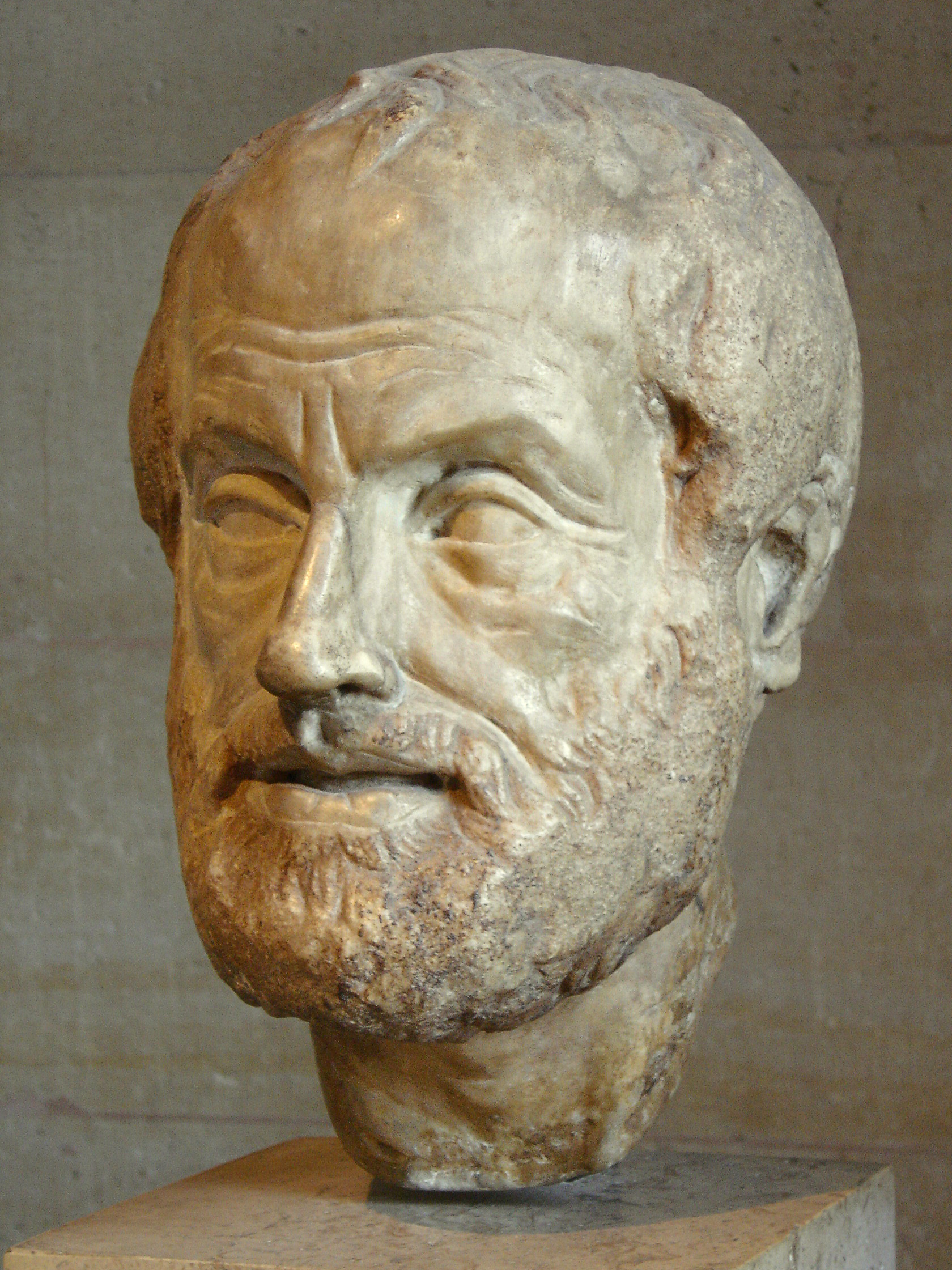
Aristote

## Concept

### Distinctionchrematistikos-oikia
Aristote (vers 384 – 322 av. J.-C.) montre dans de nombreux textes dont l'Éthique à Nicomaque et la Politique la différence fondamentale entre l'économique et la chrématistique. Cette dernière est l'art de s'enrichir, d’acquérir des richesses. Elle s'oppose à la notion d'économie (de oïkos, la maison donc la communauté au sens élargi, et nomia, la règle, la norme) qui désigne, elle, la norme de conduite du bien-être de la communauté, ou maison au sens très élargi du terme. 

### Chrématistique naturelle et chrématistique commerciale
Aristote distingue deux formes de la chrématistique. La première, qualifiée de « naturelle », est nécessaire. Elle est liée à la nécessité d'approvisionner et faire vivre l'oïkos (la famille élargie, au sens de communauté). Elle ne doit pas être dénigrée car elle est nécessaire. On distingue dans cette chrématistique naturelle l'art naturel au sens propre — celui relié à la prise de possession directe ou à l'utilisation du travail des esclaves pour s'auto suffire — de l'art naturel par l'échange nécessaire. Ce dernier est indispensable puisque l'autosuffisance reste difficile à maintenir. Aristote admet le troc et l'échange pratiqué par la monnaie comme important, mais insiste sur le fait que cette dernière ne doit pas être accumulée, qu'elle ne doit être utilisée que pour réaliser l'échange.
La seconde forme de chrématistique, dite « commerciale », est la mauvaise chrématistique. Elle est radicalement différente de l'autre car elle est liée au fait de « placer la richesse dans la possession de monnaie en abondance ». C'est l'accumulation de la monnaie pour la monnaie ; cela est, selon Aristote, une activité « contre nature » qui déshumanise ceux qui s'y livrent. Cela est lié à ce que l'homme est par nature un « zoon politikon », un animal politique, fait pour vivre dans un « état de communauté » ; or, suivant son maître Platon, Aristote condamne le goût du profit et l'accumulation de richesses : la chrématistique commerciale substitue l’argent aux biens ; l’usure crée de l’argent à partir de l’argent ; le marchand ne produit rien : en l'absence de règles strictes visant leurs activités et d'un contrôle de la communauté dans son ensemble, tous sont condamnables d'un point de vue politique, éthique et philosophique.
Partant de ce point de vue, Aristote traite la chrématistique comme un ensemble de ruses et de stratégies d’acquisition des richesses qui permet, aussi, un accroissement du pouvoir politique. Ainsi, il la condamnera toujours en tant que telle et donnera une place beaucoup plus importante à l’économie. Il est sur ce sujet un auteur fondamental dans l'Antiquité, qui aura une très grande influence durant toute la période médiévale.

## Postérité

### Reprise par le catholicisme
L'Église catholique tout au long du Moyen Âge reprend la critique aristotélicienne contre cette pratique économique et la déclare contraire à la religion. 
Thomas d'Aquin, dans sa Somme théologique, affirme ainsi :

« Le négoce consiste à échanger des biens. Or Aristote distingue deux sortes d'échanges. L'une est comme naturelle et nécessaire, et consiste à échanger […] pour les nécessités de la vie. [L'autre forme, au contraire,] consiste à échanger […] non plus pour subvenir aux nécessités de la vie, mais pour le gain. […] Voilà pourquoi le négoce, envisagé en lui-même, a quelque chose de honteux, car il ne se rapporte pas, de soi, à une fin honnête et nécessaire. »

Cependant, Thomas d'Aquin relève ensuite qu'il est possible que le gain dans l'échange puisse être toléré, dès lors qu'entre l'achat et la revente, « soit que l'on ait amélioré cet objet, soit que les prix aient varié selon l'époque […], soit en raison des risques auxquels on s'expose en transportant cet objet […]. » Dans ce cas, le négoce avec un gain est licite. De même, « quand un homme se propose d'employer le gain modéré qu'il demande au négoce, à soutenir sa famille ou à secourir les indigents, ou encore quand il s'adonne au négoce pour l'utilité sociale […] », il n'est pas illicite de réaliser un gain dans l'échange. C'est donc le mobile du négoce qui est condamnable ou licite pour Thomas d'Aquin.

### Développement par le marxisme
La critique aristotélicienne de la chrématistique est reprise par de grands auteurs, notamment avec les analyses de l'école classique. Ainsi, Karl Marx, dans des pages fameuses du Capital, reprend l'analyse des conséquences sur les personnes de ce qu'il nomme, après Virgile (Énéide, III, 57), auri sacra fames (maudite soif de l’or) du nom latin donné à cette passion dévorante de l'argent pour l'argent, c'est-à-dire de la chrématistique commerciale instaurée par ceux qu'il appelle « les économistes »,. En élaborant une analyse de la « métamorphose » du capital, Marx montre que le capitalisme est un système permettant avant tout de faire de l'argent pour de l'argent. Pour lui, la marchandise n'est plus qu'un moyen d'accroître le capital, ce qu'il représente par ce circuit :
A - M - A', où une somme d'argent de départ (A) permet, grâce à la production de marchandise (M), de créer une somme d'argent supérieure (A'), qui elle-même pourra générer encore plus d'argent grâce à une nouvelle production de marchandises.

### Extension par Keynes
John Maynard Keynes n'aura de cesse de critiquer « l'amour de l'argent » et de condamner l'appât du gain. Keynes cherchera à comprendre quels sont les mécanismes psychologiques poussant chacun à accumuler la monnaie pour elle-même, en reprenant les analyses psychanalytiques freudiennes à ce sujet. L'incertitude quant à l'avenir, et plus généralement la peur de la mort en sont les principaux moteurs ; la possession de monnaie et l'accumulation sont alors là pour rassurer l'individu. On peut citer Keynes pour montrer sa condamnation ferme de ce que l'on peut clairement apparenter à la chrématistique :

« L'amour de l'argent comme objet de possession — distinct de l'amour de l'argent comme moyen de goûter aux plaisirs et aux réalités de la vie — sera reconnu pour ce qu'il est, une passion morbide plutôt répugnante, une de ces inclinations à moitié criminelles, à moitié pathologiques, dont on confie le soin en frissonnant aux spécialistes des maladies mentales. »

— J. M. Keynes ,  Perspectives économiques pour nos petits-enfants in Essais de Persuasions , 1930, Les Classiques des Sciences Sociales

## Critiques et limites

### Une argumentation idéologique et non philosophique
L'historien Paul Veyne considère que la notion de chrématistique est condamnée par Aristote sur une base idéologique et non philosophique, car il mobilise les préjugés populaires de son temps. Le philosophe Bertrand Russell souligne qu'en condamnant le taux d'intérêt, qui permet à l'argent de générer de l'argent, Aristote est prisonnier des préjugés de sa classe sociale, les rentiers agricoles, qui subissaient les taux d'intérêt des entreprises commerciales de l'époque.

### Une condamnation faisant obstacle au développement économique
Le sociologue Max Weber dans son ouvrage L'éthique protestante et l'esprit du capitalisme, estime que la mise en œuvre de cette doctrine de l'Église fut un obstacle au développement économique.